# Guselkumab
Il guselkumab, venduto con il nome commerciale di Tremfya, è un anticorpo monoclonale che ha per target l'interleuchina 23, verso la quale ha un marcato effetto inibitorio; è impiegato nel trattamento della psoriasi a placche; si utilizza per i casi di psoriasi di moderata o grave entità e viene somministrato mediante iniezioni sottocutanee.
Gli effetti collaterali dell'assunzione del guselkumab più comunemente osservati sono infezioni, cefalea, artralgie, iperproduzione di alcuni enzimi epatici e la diminuzione dell'efficacia media di eventuali vaccinazioni effettuate durante il trattamento con l'anticorpo. Nelle donne in gravidanza non è stata accertata la sicurezza del farmaco per il nascituro.
L'uso medico del guselkumab negli Stati Uniti d'America e nell'Unione europea è stato approvato nel 2017; il costo di 100 milligrammi di guselkumab era era di circa 2 500 sterline a carico del National Health Service nel Regno Unito nel 2021, mentre è di circa 11 600 dollari negli Stati Uniti.